# Męciszów (Pustków)
Męciszów – część wsi Pustków w Polsce, położona w województwie podkarpackim, w powiecie dębickim, w gminie Dębica.
Dawniej samodzielna wieś i gmina jednostkowa.